# Villers-Allerand
Villers-Allerand é uma comuna francesa na região administrativa do Grande Leste, no departamento de Marne. Estende-se por uma área de 12.3 km², e possui 898 habitantes, segundo o censo de 2018, com uma densidade de 73 hab/km².